# Vincenzo Savio

Bischofswappen mit Wappenspruch Veritas in Caritate

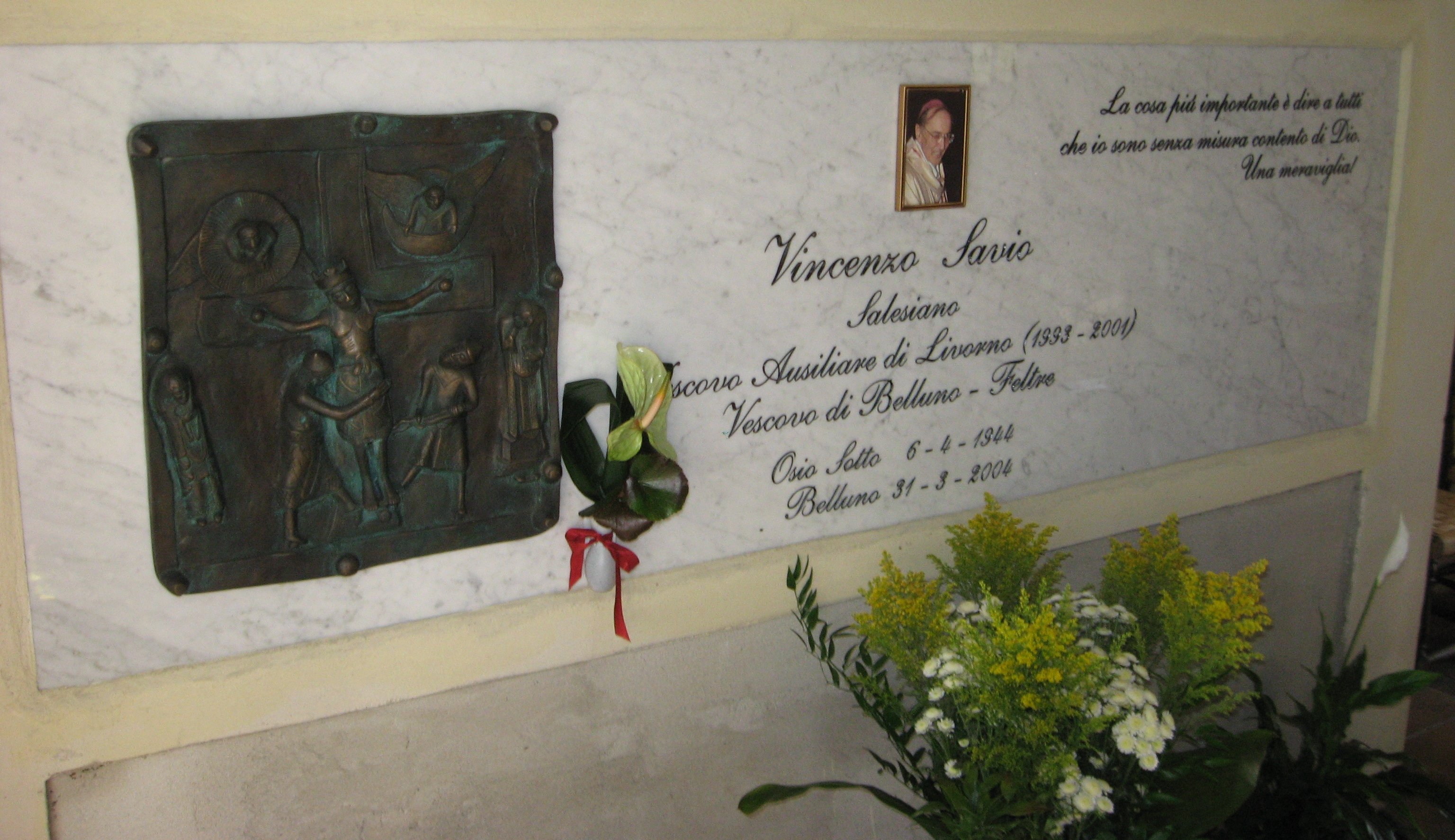
Grab von Bischof Vincenzo Savio SDB

Vincenzo Savio SDB (* 6. April 1944 in Osio Sotto; † 31. März 2004 in Belluno) war ein italienischer Ordenspriester und römisch-katholischer Bischof.

## Leben
Vincenzo Savio studierte am Kleinen Seminar der Salesianer und legte am 16. August 1961 die Erste Profess als Salesianer Don Boscos ab. Seine theologischen Studien absolvierte er an der Päpstlichen Universität der Salesianer und an der Lateranense, wo er 1972 das Lizenziat in Theologie erwarb. Am 25. März 1972 wurde er in der Herz-Jesu-Basilika in Rom zum Priester geweiht.
Am 14. April 1993 wurde er von Papst Johannes Paul II. zum Weihbischof im Bistum Livorno und Titularbischof von Garriana ernannt. Am 30. Mai 1993 spendete ihm Bischof Alberto Ablondi die Bischofsweihe.
Am 9. Dezember 2000 wurde er zum Bischof von Belluno-Feltre ernannt, das er am 18. Februar 2001 in Besitz nahm. Am 11. November 2003 erhielt er den Preis San Martino der Stadt Belluno.
2004 starb er kurz vor seinem sechzigsten Geburtstag.